# Doppelbildnis des Jakob Meyer zum Hasen und der Dorothea Kannengießer
Das Doppelbildnis des Jakob Meyer zum Hasen und der Dorothea Kannengießer wurde 1516 im Auftrag des Basler Bürgermeisters Jakob Meyer zum Hasen mit Ölfarben auf Lindenholz (im Format von je 38,5 cm × 31 cm) von dem deutschen Renaissancekünstler Hans Holbein dem Jüngeren geschaffen. Die Porträts des Bürgermeisters und seiner zweiten Ehefrau Dorothea Kannengießer knüpfen stilistisch an Bildgestaltungen an, die Holbein in seiner Heimatstadt Augsburg studiert haben könnte. Sie markieren den Beginn sowohl von Holbeins Karriere als Porträtmaler als auch seiner Beziehung zu Jakob Meyer als Auftraggeber. Die Tafeln befinden sich seit dem 19. Jahrhundert im Kunstmuseum Basel.

## Bildbeschreibung
Die Bildnisse zeigen Jakob Meyer und Dorothea Kannengießer jeweils vor einer reich dekorierten Architektur im Stil der Renaissance, die den Blick auf einen einfarbig himmelblauen Hintergrund freigibt. Beide Ehepartner sind als Halbfiguren im Dreiviertelprofil gezeigt, wobei Jakob Meyer nach rechts und Dorothea Kannengießer nach links blickt, so dass sich die Dargestellten für den Betrachter anzublicken scheinen. Beide halten die Arme lose vor dem Körper verschränkt, wobei die Hände Dorothea Kannengießers außerhalb des Bildraums liegen, während die Hände Jakob Meyers übereinandergelegt in der rechten unteren Bildecke erscheinen. Die dem Betrachter entgegengestreckte linke Hand ist an Daumen und Zeigefinger mit Goldringen geschmückt, die eine Münze halten, während die rechte Hand locker über den Handrücken der Linken gelegt ist und zu Dorothea Kannengießer hin deutet.
Beide Tafeln sind durch das Architekturelement aus drei Pfeilern und zwei Bögen miteinander verbunden, das sich über den Hintergrund beider Bilder erstreckt. Jakob Meyer ist dabei etwas nach vorn gerückt direkt vor dem massiven Mittelpfeiler platziert, während seine Frau etwas zurückgesetzt vor einer weiten Bogenöffnung dargestellt ist. Er ist mit weißem, am Kragen gefälteltem und besticktem Hemd, schwarzer Jacke und rotem Barett, unter dem volles lockig-schwarzes Haar hervorschaut, durchaus teuer, aber nicht auffällig prachtvoll gekleidet. Sie trägt ein rotes Kleid mit schwarzem Besatz am weiten, in der Mitte schlitzförmig aufspringenden Ausschnitt und am Ärmelsaum. Die ebenfalls weit ausgeschnittene Bluse, die Dorothea Kannengießer darunter trägt, ist wie der Ausschnitt des Kleides mit goldfarbenem Garn bestickt und zusätzlich mit aufgenähten Schnüren verziert. Eine schmale geflochtene Gold- und eine helle mit einzelnen Goldkugeln durchsetzte Perlenkette verlaufen über beide Schultern herab und werden im Dekolleté von der Bluse verdeckt. Das Haar ist vollständig von einer weißen Haube verdeckt, die den Kopf eng umschließt und um die ein transparentes, mit goldenen Streifen durchwirktes Tuch geschlungen ist, das vom Hinterkopf über die rechte Schulter und den rechten Arm locker nach unten fällt.

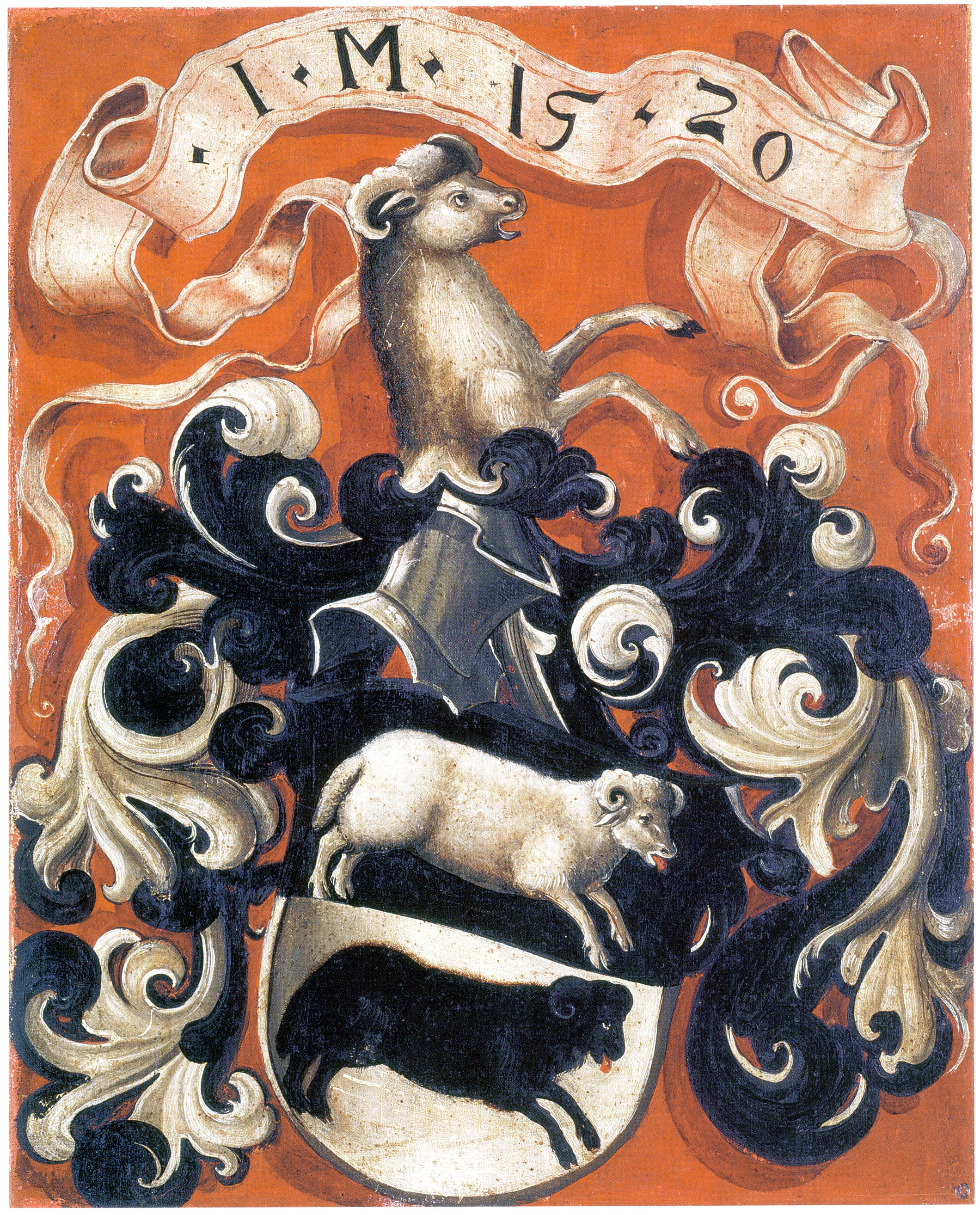
Familienwappen Jakob Meyers auf der Rückseite des Männerporträts

Anders als ihr Mann mit seiner durchgehend eher kräftigen Gesichtsfarbe, ist Dorothea Kannengießer mit blass-porzellanfarbigem Teint und nur leicht geröteten Wangen dargestellt. Beide Personen wirken in ihrer Haltung eher streng, ernst und unbewegt. Obwohl das Doppelporträt die Zusammengehörigkeit des Paares thematisiert, gelingt es Holbein, die Eigenständigkeit und Verschiedenheit der Personen zu bewahren.
Den Hintergrund bilden zwei von Säulen und einem Pfeiler getragene Bögen, so dass die Personen an den beiden äußeren Bildrändern durch je eine runde graue Säule mit vergoldetem Stuckdekor in Form von Weinblättern und Trauben eingerahmt sind. Die Bögen, von denen der linke nur angedeutet ist, ruhen rechts und links auf diesen Säulen und werden in der Mitte von einem massiven grau verputzten Mittelpfeiler getragen, in den auf der rechten Seite, Dorothea Kannengießer zugewandt, vier rotmarmorne Säulchen eingelassen sind. Darüber verläuft ein Fries mit stilisierten Ranken und kleinen Putten sowie einem kleinen Schild, in den die Signatur HH 1516 eingraviert ist. Das Tonnengewölbe des Bogens ist mit quadratischen Kassetten, in denen auf schwarzem Grund goldene Blütenschnitzereien angebracht sind, reich verziert.
Auf der Rückseite des Bildnis des Jakob Meyer ist das Familienwappen der Familie Meyer angebracht, es ist mit der Jahreszahl 1520 datiert und wurde vermutlich nicht von Holbein, sondern von einem Basler Wappenmaler ausgeführt.

## Hintergrund der Entstehung
Nachdem die erste Ehefrau Jakob Meyers im Jahr 1511 verstorben war, heiratete er spätestens im Jahr 1513 die aus dem elsässischen Thann stammende Dorothea Kannengießer. Der Auftrag an Hans Holbein für das Doppelporträt erfolgte dann auf dem Höhepunkt der Karriere Meyers, der am 14. Juni 1516 zum Bürgermeister der Stadt Basel gewählt wurde, möglicherweise war die erfolgreiche Wahl der Anlass für den Auftrag. Hans Holbein dagegen stand am Anfang seiner Karriere – er war vermutlich 1515 gemeinsam mit seinem Bruder Ambrosius Holbein nach Basel gekommen und dort wohl in die Werkstatt des Malers Hans Herbst eingetreten. Das Doppelporträt ist das älteste erhaltene Porträt und eines der frühsten erhaltenen Ölgemälde, das Hans Holbein dem Jüngeren als alleinige Arbeit zugeschrieben werden kann.
Jakob Meyer bleibt als Auftraggeber wichtig für Holbeins weiteres Schaffen in Basel: 1521 beauftragt die Stadt Basel – Meyer ist zu diesem Zeitpunkt noch Bürgermeister – Holbein damit, den Saal des Grossen Rats im Basler Rathaus auszumalen (der Saal mit dem Wandgemälde ist nicht erhalten). 1526 gab Jakob Meyer, der inzwischen sein Amt als Bürgermeister wegen einer Korruptionsaffäre verloren hatte und der Reformation kritisch gegenüberstand, bei Holbein ein monumentales Marienbildnis in Auftrag, auf dem neben der Mutter Gottes und dem Jesuskind auch Jakob Meyer, seine beiden Ehefrauen, die Tochter Anna, sowie zwei nicht sicher identifizierbare Knaben dargestellt sind, vermutlich als Epitaph für ein geplantes Familiengrab in der Basler Martinskirche (das als Darmstädter Madonna bekannte Gemälde befindet sich heute in der Privatsammlung Würth).

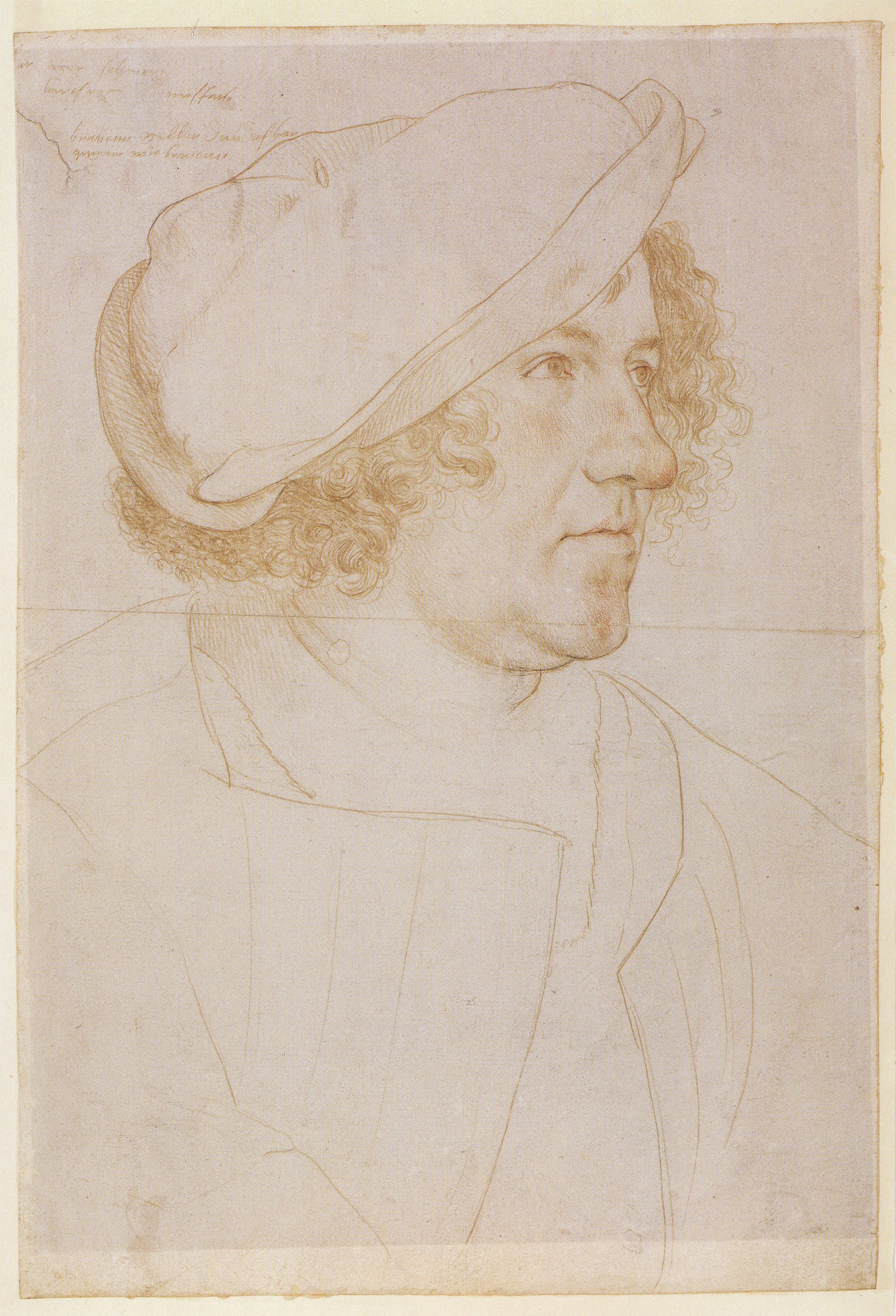
Porträtstudie Jakob Meyer
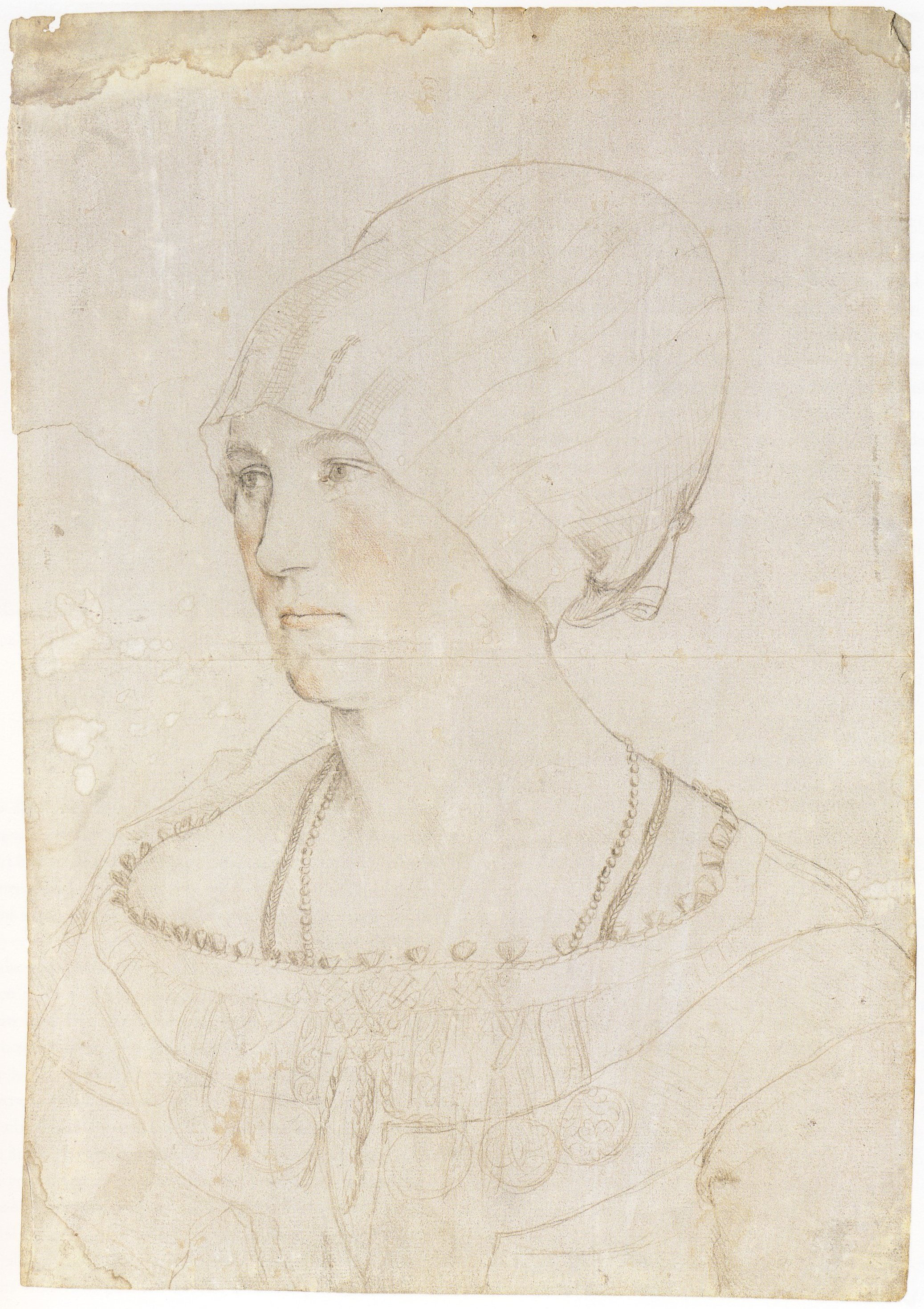
Porträtstudie Dorothea Kannengießer
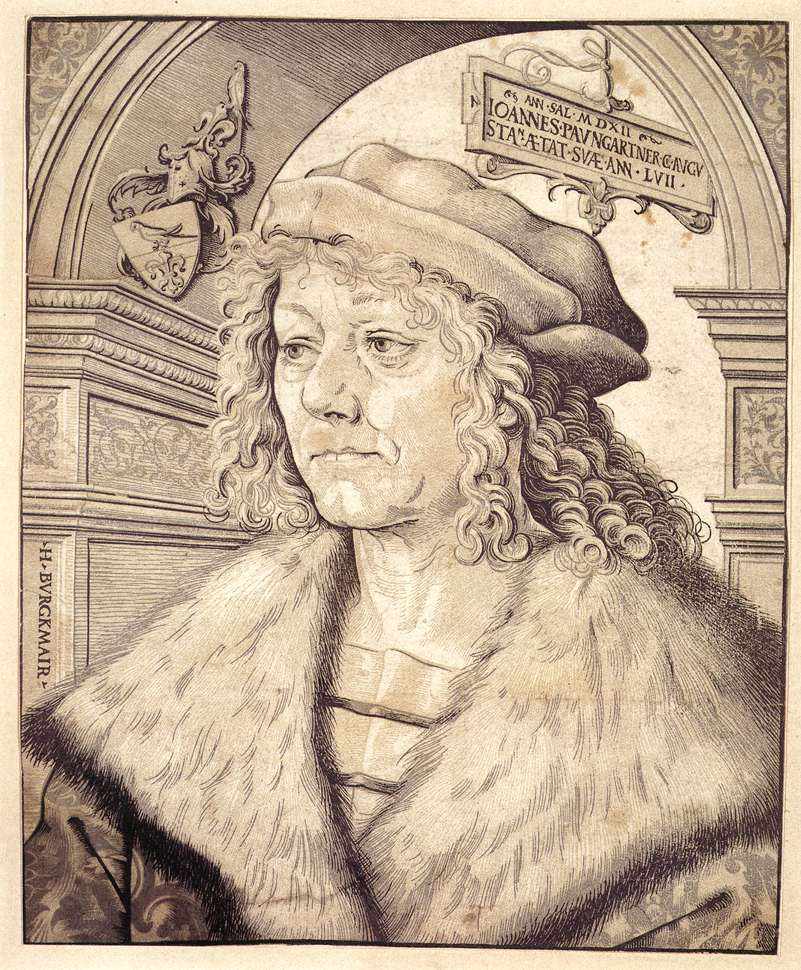
Bildnis des Johannes Paumgartner von Hans Burgkmair d. Ä.
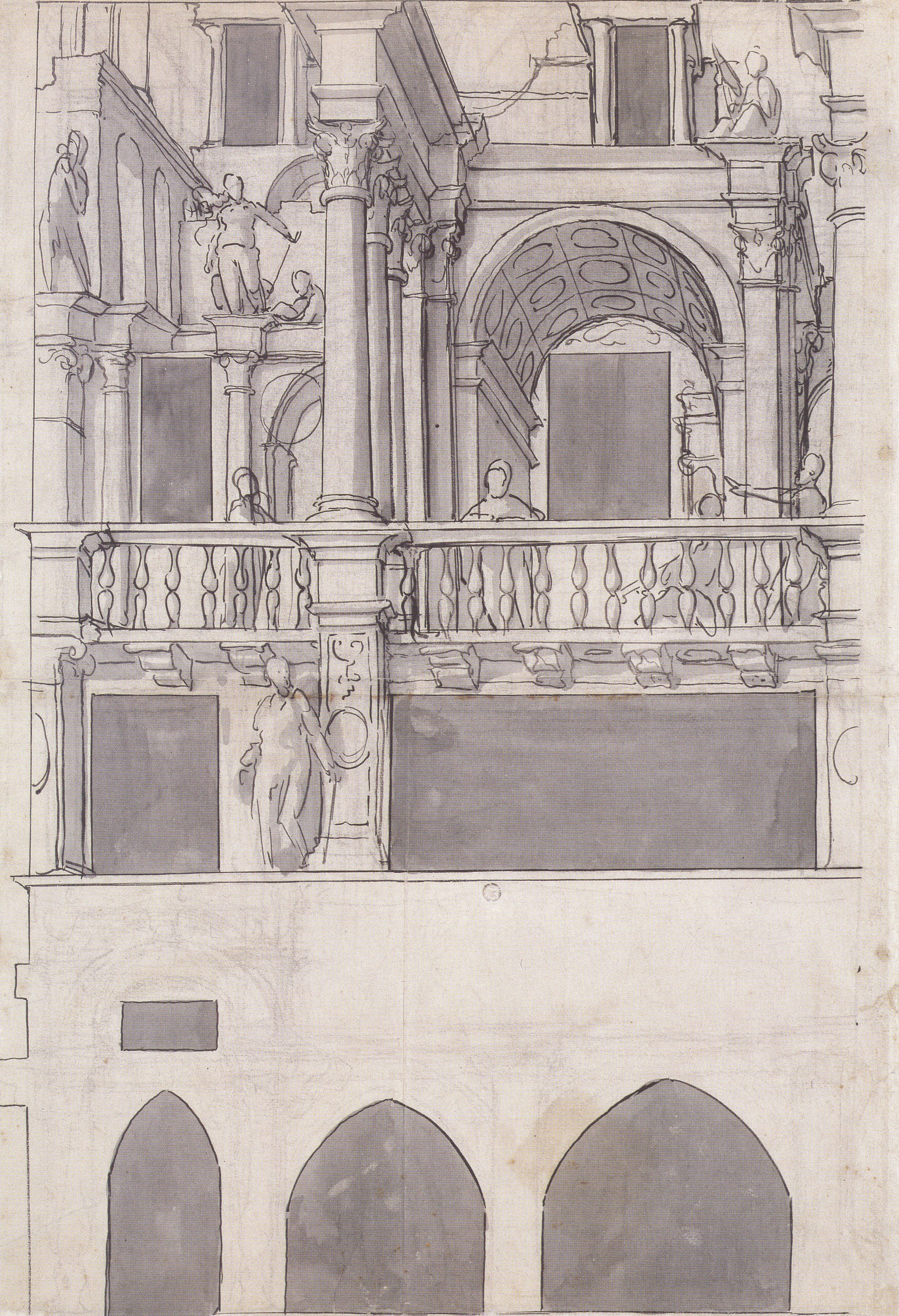
Entwurfszeichnung Fassadengestaltung Haus «zum Tanz» von Hans Holbein d. J.
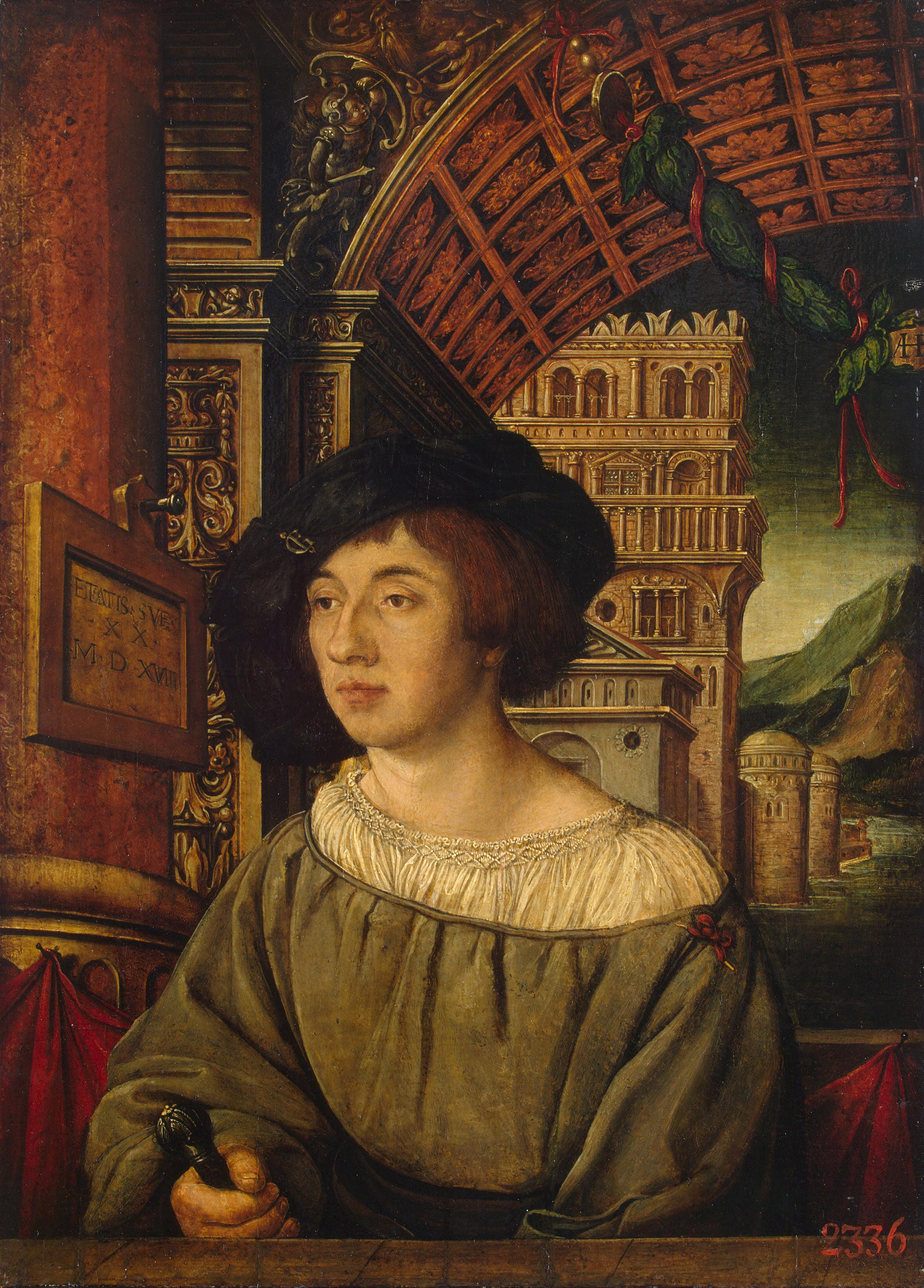
Bildnis eines Jünglings vor reicher Architektur von Ambrosius Holbein

Zur Vorbereitung des Gemäldes fertigte Holbein zwei Zeichnungen mit Silberstift, schwarzem Stift und Rötel an, auf denen er die Gesichter und Details der Kleidung festhielt. Bei der Anordnung der Personen und der Gestaltung des Hintergrundes orientierte er sich vermutlich an einem Holzschnitt des Augsburger Künstlers Hans Burgkmair d. Ä., der mit seinem Bildnis des Johannes Paumgartner eine vergleichbare Inszenierung unter einer bogenförmigen Architektur gewählt hatte. Burgkmair hatte auch die Verbindung zweier Porträts durch eine Architektur mit einem Pfeiler bereits in seinem Doppelporträt von Barbara und Hans Schellenberger angewandt.
Die Kopfhaltung und Blickrichtung lassen sich auf das Doppelporträt von Hans und Felicitas Tucher von Albrecht Dürer als mögliche Vorlage zurückführen. Hans Holbein hat diese Kopfhaltung, die er bei Jakob Meyers Bildnis verwendete, danach nur noch einmal angewandt. Die schwierige Darstellung von Nase und Wange, die sich bei dieser Kopfhaltung überschneiden, gab er später zugunsten der leichter realisierbaren Dreiviertelprofilansicht auf, die er auch schon für Dorothea Kannengießers Porträt verwendete. Die Ausgestaltung des Bogens mit quadratischen Feldern, die mit stilisierten Blüten ausgefüllt sind, sowie der Fries mit Ranken und Putten findet sich in zahlreichen Entwürfen Holbeins für Fassadenmalereien (z. B. für das «Hertensteinhaus» oder das Haus «zum Tanz») und Scheibenrissen, aber auch dem linken Flügel des Oberried-Altars wieder, und gehen wohl auf venezianische Vorlagen zurück. Ambrosius Holbein griff diese Details der Architektur wie auch die Positionierung des Porträtierten in seinem Bildnis eines Jünglings vor reicher Architektur aus dem Jahr 1518 ebenfalls auf.

## Provenienz
Nach dem Tod Jakob Meyers und Dorothea Kannengießers blieb das Doppelbildnis bis ins 19. Jahrhundert im Eigentum der Familie. Remigius Faesch, ein Ur-ur-Enkel des dargestellten Paares, der das Gemälde geerbt hatte, begründete eine Kunstsammlung, die als «Faeschisches Kabinett» auch nach seinem Tod 1667 im Besitz der Familie Faesch blieb und 1823 an die Universität Basel übergeben wurde, wo es zusammen mit dem von Bonifacius Amerbach, einem weiteren Auftraggeber Holbeins, zusammengestellten «Amerbach-Kabinett» schliesslich den Grundstock des Kunstmuseums Basel bildete. Als Teil dieser Sammlung Faesch gelangte das Doppelporträt, zusammen mit den beiden vorbereitenden Silberstiftzeichnungen, in das Kunstmuseum Basel, wo es mit der Inventarnummer 312 verzeichnet ist und heute in der ständigen Ausstellung gezeigt wird.